# آپایو
آپایو (Apayao) یکی از استان‌های کشور فیلیپین است. این استان در شمال این کشور قرار گرفته است و بخشی از جزیره لوزون به شمار می‌رود.
مرکز این استان شهر کابوگائو است. جمعیت آن حدود یکصد هزار نفر است. مساحت این استان سه هزار و نهصد کیلومتر مربع است.